# 毛枝粗叶木
毛枝粗叶木（学名：Lasianthus fordii var. trichocladus）为茜草科粗叶木属下的一个变种。

## 扩展阅读
- 維基物種上的相關：毛枝粗叶木